# Félix (serie de televisión)
Félix es una serie de televisión española, una producción original de Movistar+ creada por Cesc Gay. Narra una historia de suspense con elementos de romance y comedia ambientada en el Principado de Andorra. Se estrenó el 6 de abril de 2018, bajo demanda en Movistar+ y en el canal #0, de la misma plataforma.

## Argumento
Félix lleva una vida tranquila y sin sobresaltos en Andorra, adonde se ha trasladado para estar cerca de su hijo. Pero la apacible vida de este profesor y escritor se revoluciona tras conocer a una mujer de origen asiático. Una noche de pasión es suficiente para enamorarse. La desaparición de Julia se convertirá en una obsesión para Félix, que luchará contra viento y marea para encontrarla y convencer a la policía y sus allegados de que algo raro ha pasado.

## Reparto
- Leonardo Sbaraglia, como Félix
- Mihoa Lee, como Julia/May Lin
- Ginés García Millán, como Mario
- Pere Arquillué, como Óscar
- Jordi Pérez
- Anna Gras
- Carlos Zabala
- Julius Cotter
- María Morales
- Santi Pons